# Slovenska narodna stranka
Slovenska pučka stranka (slovenski: Slovenska ljudska stranka) je politička stranka u Sloveniji.  Njezin predsjednik je Marjan Podobnik. Na zadnjim slovenskim parlamentarnim izborima koji su održani 3. lipnja 2018. godine, stranka je osvojila 2.62% glasova, tj. Slovenska pučka stranka nema zastupničkih mjesta.
SLS je članica Europske pučke stranke (EPP).
Zastupljenost u parlamentu:

## Vanjske poveznice
- Službena stranica